# Torna-világbajnokok listája
Az alábbi táblázatok a szertorna világbajnokait tartalmazzák. A sportág nemzetközi irányító szerve a Fédération Internationale de Gymnastique (FIG), amely a férfiaknál csak 1930-tól, a nőknél 1950-től rendezett egyéni szerenkénti világbajnokságokat, ezért az ez előttiek nem számítanak hivatalos világbajnoknak, ugyanakkor azonban számos forrásban szerepelnek.

## Férfiak

### Egyéni összetett és csapatverseny
| Év, helyszín      | Egyéni összetett                | Egyéni összetett            | Ország                                                                          | Ország           |
| ----------------- | ------------------------------- | --------------------------- | ------------------------------------------------------------------------------- | ---------------- |
| 1903 Antwerpen    | Joseph Martinez                 | Franciaország               | Franciaország                                                                   | Franciaország    |
| 1905 Bordeaux     | Marcel Lalu                     | Franciaország               | Franciaország                                                                   | Franciaország    |
| 1907 Prága        | Josef Čada                      | Csehország                  | Csehország                                                                      | Csehország       |
| 1909 Luxemburg    | Marcos Torres                   | Franciaország               | Franciaország                                                                   | Franciaország    |
| 1911 Torino       | Ferdinand Steiner               | Csehország                  | Csehország                                                                      | Csehország       |
| 1913 Párizs       | Marcos Torres                   | Franciaország               | Csehország                                                                      | Csehország       |
| 1922 Ljubljana    | Peter Sumi František Pechácek   | Jugoszlávia · Csehszlovákia | Csehszlovákia                                                                   | Csehszlovákia    |
| 1926 Lyon         | Peter Sumi                      | Jugoszlávia                 | Csehszlovákia                                                                   | Csehszlovákia    |
| 1930 Luxemburg    | Josip Primožič                  | Jugoszlávia                 | Csehszlovákia                                                                   | Csehszlovákia    |
| 1934 Budapest     | Eugen Mack                      | Svájc                       | Svájc                                                                           | Svájc            |
| 1938 Prága        | Jan Gajdoš                      | Csehszlovákia               | Csehszlovákia                                                                   | Csehszlovákia    |
| 1950 Bázel        | Walter Lehmann                  | Svájc                       | Svájc                                                                           | Svájc            |
| 1954 Róma         | Viktor Csukarin                 | Szovjetunió                 | Szovjetunió                                                                     | Szovjetunió      |
| 1958 Moszkva      | Borisz Sahlin                   | Szovjetunió                 | Szovjetunió                                                                     | Szovjetunió      |
| 1962 Prága        | Jurij Tyitov                    | Szovjetunió                 | Japán                                                                           | Japán            |
| 1966 Dortmund     | Mihail Voronyin                 | Szovjetunió                 | Japán                                                                           | Japán            |
| 1970 Ljubljana    | Kenmocu Eizo                    | Japán                       | Japán                                                                           | Japán            |
| 1974 Várna        | Kaszamacu Sigeru                | Japán                       | Japán                                                                           | Japán            |
| 1978 Strasbourg   | Nyikolaj Andrianov              | Szovjetunió                 | Japán                                                                           | Japán            |
| 1979 Fort Worth   | Alekszandr Gyityatyin           | Szovjetunió                 | Szovjetunió                                                                     | Szovjetunió      |
| 1981 Moszkva      | Jurij Koroljov                  | Szovjetunió                 | Szovjetunió                                                                     | Szovjetunió      |
| 1983 Budapest     | Dmitrij Bilozercsev             | Szovjetunió                 | Kína                                                                            | Kína             |
| 1985 Montréal     | Jurij Koroljov                  | Szovjetunió                 | Szovjetunió                                                                     | Szovjetunió      |
| 1987 Rotterdam    | Dmitrij Bilozercsev             | Szovjetunió                 | Szovjetunió                                                                     | Szovjetunió      |
| 1989 Stuttgart    | Igor Korobcsinszkij             | Szovjetunió                 | Szovjetunió                                                                     | Szovjetunió      |
| 1991 Indianapolis | Grigorij Misjutyin              | Szovjetunió                 | Szovjetunió                                                                     | Szovjetunió      |
| 1993 Birmingham   | Vitalij Scserbo                 | Fehéroroszország            |                                                                                 | Fehéroroszország |
| 1994 Brisbane     | Ivan Ivankov                    | Fehéroroszország            | Kína                                                                            | Kína             |
| 1995 Szabae       | Li Hsziao-suang (Li Xiaoshuang) | Kína                        | Kína                                                                            | Kína             |
| 1997 Lausanne     | Ivan Ivankov                    | Fehéroroszország            | Kína                                                                            | Kína             |
| 1999 Tiencsin     | Nyikolaj Krukov                 | Oroszország                 | Kína                                                                            | Kína             |
| 2001 Gent         | Feng Csing (Feng Jing)          | Kína                        | Fehéroroszország                                                                | Fehéroroszország |
| 2003 Anaheim      | Paul Hamm                       | USA                         | Kína                                                                            | Kína             |
| 2005 Melbourne    | Tomita Hirojuki                 | Japán                       |                                                                                 | Japán            |
| 2006 Aarhus       | Vej Jang (Wei Yang)             | Kína                        | Kína                                                                            | Kína             |
| 2007 Stuttgart    | Vej Jang (Wei Yang)             | Kína                        | Kína                                                                            | Kína             |
| 2009 London       | Ucsimura Kóhei                  | Japán                       |                                                                                 | Japán            |
| 2010 Rotterdam    | Ucsimura Kóhei                  | Japán                       | Kína                                                                            | Kína             |
| 2011 Tokió        | Ucsimura Kóhei                  | Japán                       | Csou Kaj, Feng Csö, Csang Cseng-lung, Csen Ji-ping, Teng Haj-pin, Jen Ming-jung | Kína             |

### Talaj, gyűrű és korlát
| Év, helyszín      | Talaj                                  | Talaj               | Gyűrű                                 | Gyűrű                  | Korlát                                 | Korlát                  |
| ----------------- | -------------------------------------- | ------------------- | ------------------------------------- | ---------------------- | -------------------------------------- | ----------------------- |
| 1930 Luxemburg    | Josip Primožič                         | Jugoszlávia         | Emanuel Löffler                       | Csehszlovákia          | Josip Primožič                         | Jugoszlávia             |
| 1934 Budapest     | Georges Miez                           | Svájc               | Alois Hudec                           | Csehszlovákia          | Eugen Mack                             | Svájc                   |
| 1938 Prága        | Jan Gajdoš                             | Csehszlovákia       | Alois Hudec                           | Csehszlovákia          | Michael Reusch                         | Svájc                   |
| 1950 Bázel        | Josef Stalder                          | Svájc               | Walter Lehmann                        | Svájc                  | Hans Eugster                           | Svájc                   |
| 1954 Róma         | Valentyin Muratov Takemoto Maszao      | Szovjetunió · Japán | Albert Aszarjan                       | Szovjetunió            | Viktor Csukarin                        | Szovjetunió             |
| 1958 Moszkva      | Takemoto Maszao                        | Japán               | Albert Aszarjan                       | Szovjetunió            | Borisz Sahlin                          | Szovjetunió             |
| 1962 Prága        | Aihara Nobujuki Endo Jukio             | Japán · Japán       | Jurij Tyitov                          | Szovjetunió            | Miroslav Cerar                         | Jugoszlávia             |
| 1966 Dortmund     | Nakajama Akinori                       | Japán               | Mihail Voronyin                       | Szovjetunió            | Szergej Diomidov                       | Szovjetunió             |
| 1970 Ljubljana    | Nakajama Akinori                       | Japán               | Nakajama Akinori                      | Japán                  | Nakajama Akinori                       | Japán                   |
| 1974 Várna        | Kaszamacu Sigeru                       | Japán               | Nyikolaj Andrianov Dan Grecu          | Szovjetunió · Románia  | Kenmocu Eizo                           | Japán                   |
| 1978 Strasbourg   | Kurt Thomas                            | USA                 | Nyikolaj Andrianov                    | Szovjetunió            | Kenmocu Eizo                           | Japán                   |
| 1979 Fort Worth   | Kurt Thomas Roland Brückner            | USA · NDK           | Alekszandr Gyityatyin                 | Szovjetunió            | Bart Conner                            | USA                     |
| 1981 Moszkva      | Jurij Koroljov Li Jüe-csiu (Li Yuejiu) | Szovjetunió · Kína  | Alekszandr Gyityatyin                 | Szovjetunió            | Alekszandr Gyityatyin Gusiken Kodzsi   | Szovjetunió · Japán     |
| 1983 Budapest     | Tung Fej (Tong Fei)                    | Kína                | Dmitrij Bilozercsev Gusiken Kodzsi    | Szovjetunió · Japán    | Vlagyimir Artyenov Lou Jün (Lou Yun)   | Szovjetunió · Kína      |
| 1985 Montréal     | Tung Fej (Tong Fei)                    | Kína                | Li Ning Jurij Koroljov                | Kína · Szovjetunió     | Silvio Kroll Valentyin Mogilnij        | NDK · Szovjetunió       |
| 1987 Rotterdam    | Lou Jün (Lou Yun)                      | Kína                | Jurij Koroljov                        | Szovjetunió            | Vlagyimir Artyenov                     | Szovjetunió             |
| 1989 Stuttgart    | Igor Korobcsinszkij                    | Szovjetunió         | Andreas Aguilar                       | NSZK                   | Li Csing (Li Jing) Vlagyimir Artyemov  | Kína · Szovjetunió      |
| 1991 Indianapolis | Igor Korobcsinszkij                    | Szovjetunió         | Grigorij Misjutyin                    | Szovjetunió            | Li Csing (Li Jing)                     | Kína                    |
| 1992 Párizs       | Igor Korobcsinszkij                    | Szovjetunió         | Vitalij Scserbo                       | Szovjetunió            | Li Csing (Li Jing) Alekszej Voropajev  | Kína · Fehéroroszország |
| 1993 Birmingham   | Grigorij Misjutyin                     | Ukrajna             | Juri Chechi                           | Olaszország            | Vitalij Scserbo                        | Fehéroroszország        |
| 1994 Brisbane     | Vitalij Scserbo                        | Fehéroroszország    | Juri Chechi                           | Olaszország            | Huang Li-ping (Huang Liping)           | Kína                    |
| 1995 Szabae       | Vitalij Scserbo                        | Fehéroroszország    | Juri Chechi                           | Olaszország            | Vitalij Scserbo                        | Fehéroroszország        |
| 1996 San Juan     | Vitalij Scserbo                        | Fehéroroszország    | Juri Chechi                           | Olaszország            | Rusztam Saripov                        | Ukrajna                 |
| 1997 Lausanne     | Alekszej Nyemov                        | Oroszország         | Juri Chechi                           | Olaszország            | Csang Csin-csing (Zhang Jinjing)       | Kína                    |
| 1999 Tiencsin     | Alekszej Nyemov                        | Oroszország         | Csen Tung (Zhen Dong)                 | Kína                   | I Dzsuhjong (Lee Joo-Hyung)            | Dél-Korea               |
| 2001 Gent         | Marian Dragulescu Jordan Jovcsev       | Románia · Bulgária  | Jordan Jovcsev                        | Bulgária               | Sean Townsend                          | USA                     |
| 2002 Debrecen     | Marian Dragulescu                      | Románia             | Csollány Szilveszter                  | Magyarország           | Li Hsziao-peng (Li Xiaopeng)           | Kína                    |
| 2003 Anaheim      | Paul Hamm Jordan Jovcsev               | USA · Bulgária      | Jordan Jovcsev Dimosztenisz Tampakosz | Bulgária · Görögország | Li Hsziao-peng (Li Xiaopeng)           | Kína                    |
| 2005 Melbourne    | Diego Hypolito                         | Brazília            | Yuri van Gelder                       | Hollandia              | Mitja Petkovšek                        | Szlovénia               |
| 2006 Aarhus       | Marian Dragulescu                      | Románia             | Csen Ji-ping (Chen Yibing)            | Kína                   | Vej Jang (Wei Yang)                    | Kína                    |
| 2007 Stuttgart    | Diego Hypolito                         | Brazília            | Csen Ji-ping (Chen Yibing)            | Kína                   | Kim Deun (Kim Dae-Eun) Mitja Petkovšek | Dél-Korea · Szlovénia   |
| 2009 London       | Marian Dragulescu                      | Románia             | Jen Ming-jung (Yan Mingyong)          | Kína                   | Vang Kuan-jin (Wang Guanyin)           | Kína                    |
| 2010 Rotterdam    | Elefteriosz Koszmidisz                 | Görögország         | Csen Ji-ping (Chen Yibing)            | Kína                   | Feng Csö (Feng Zhe)                    | Kína                    |
| 2011 Tokió        | Ucsimura Kóhei                         | Japán               | Csen Ji-ping (Chen Yibing)            | Kína                   | Danell Leysa                           | USA                     |

### Lólengés, ugrás és nyújtó
| Év, helyszín      | Lólengés                                                   | Lólengés                   | Ugrás                              | Ugrás                 | Nyújtó                                 | Nyújtó             |
| ----------------- | ---------------------------------------------------------- | -------------------------- | ---------------------------------- | --------------------- | -------------------------------------- | ------------------ |
| 1930 Luxemburg    | Josip Primožič                                             | Jugoszlávia                |                                    |                       | Pelle István                           | Magyarország       |
| 1934 Budapest     | Eugen Mack                                                 | Svájc                      | Eugen Mack                         | Svájc                 | Ernst Winter                           | Németország 1933   |
| 1938 Prága        | Michael Reusch                                             | Svájc                      | Eugen Mack                         | Svájc                 | Michael Reusch                         | Svájc              |
| 1950 Bázel        | Josef Stalder                                              | Svájc                      | Ernst Gebendinger                  | Svájc                 | Paavo Aaltonen                         | Finnország         |
| 1954 Róma         | Grant Csaginjan                                            | Szovjetunió                | Leo Šotornik                       | Csehszlovákia         | Valentyin Muratov                      | Szovjetunió        |
| 1958 Moszkva      | Borisz Sahlin                                              | Szovjetunió                | Jurij Tyitov                       | Szovjetunió           | Borisz Sahlin                          | Szovjetunió        |
| 1962 Prága        | Miroslav Cerar                                             | Jugoszlávia                | Přemysel Krbec                     | Csehszlovákia         | Ono Takahasi                           | Japán              |
| 1966 Dortmund     | Miroslav Cerar                                             | Jugoszlávia                | Macuda Haruhiro                    | Japán                 | Nakajama Akinori                       | Japán              |
| 1970 Ljubljana    | Miroslav Cerar                                             | Jugoszlávia                | Cukahara Micuo                     | Japán                 | Kenmocu Eizo                           | Japán              |
| 1974 Várna        | Magyar Zoltán                                              | Magyarország               | Kaszamacu Sigeru                   | Japán                 | Eberhard Gienger                       | NSZK               |
| 1978 Strasbourg   | Magyar Zoltán                                              | Magyarország               | Simizu Junicsi                     | Japán                 | Kaszamacu Sigeru                       | Japán              |
| 1979 Fort Worth   | Magyar Zoltán                                              | Magyarország               | Alekszandr Gyityatyin              | Szovjetunió           | Kurt Thomas                            | USA                |
| 1981 Moszkva      | Michael Nikolay Li Hsziao-ping (Li Xiaoping)               | NDK · Kína                 | Ralf-Peter Hemmann                 | NDK                   | Alekszandr Tkacsov                     | Szovjetunió        |
| 1983 Budapest     | Dmitrij Bilozercsev                                        | Szovjetunió                | Artur Akopjan                      | Szovjetunió           | Dmitrij Bilozercsev                    | Szovjetunió        |
| 1985 Montréal     | Valentyin Mogilnij                                         | Szovjetunió                | Jurij Koroljov                     | Szovjetunió           | Tung Fej (Tong Fei)                    | Kína               |
| 1987 Rotterdam    | Dmitrij Bilozercsev Borkai Zsolt                           | Szovjetunió · Magyarország | Silvio Kroll Lou Jün (Lou Yun)     | NDK · Kína            | Dmitrij Bilozercsev                    | Szovjetunió        |
| 1989 Stuttgart    | Valentyin Mogilnij                                         | Szovjetunió                | Jörg Behrendt                      | NDK                   | LI Csunjang (Li Chunyang)              | Kína               |
| 1991 Indianapolis | Valerij Belenkij                                           | Szovjetunió                | You Ok-Yul                         | Dél-Korea             | LI Csunjang (Li Chunyang) Ralf Büchner | Kína · Németország |
| 1992 Párizs       | Li Csing (Li Jing) Kil Szuphe (Gil Su-Pae) Vitalij Scserbo | Kína · Észak-Korea · FÁK   | Ju Ongjul (You Ok-Yul)             | Dél-Korea             | Grigorij Misjutyin                     | FÁK                |
| 1993 Birmingham   | Kil Szuphe (Gil Su-Pae)                                    | Észak-Korea                | Vitalij Scserbo                    | Fehéroroszország      | Szergej Harkov                         | Oroszország        |
| 1994 Brisbane     | Marius Urzica                                              | Románia                    | Vitalij Scserbo                    | Fehéroroszország      | Vitalij Scserbo                        | Fehéroroszország   |
| 1995 Szabae       | Li Tung-hua (Li Donghua)                                   | Svájc                      | Grigorij Misjutyin Alekszej Nyemov | Ukrajna · Oroszország | Andreas Wecker                         | Németország        |
| 1996 San Juan     | Kil Szuphe (Gil Su-Pae)                                    | Észak-Korea                | Alekszej Nyemov                    | Oroszország           | Jesus Carballo                         | Spanyolország      |
| 1997 Lausanne     | Waleri Belenki                                             | Németország                | Szergej Fedorcsenko                | Kazahsztán            | Jani Tanskanen                         | Finnország         |
| 1999 Tiencsin     | Alekszej Nyemov                                            | Oroszország                | Li Hsziao-peng (Li Xiaopeng)       | Kína                  | Jesus Carballo                         | Spanyolország      |
| 2001 Gent         | Marius Urzica                                              | Románia                    | Marian Dragulescu                  | Románia               | Vlasziosz Marasz                       | Görögország        |
| 2002 Debrecen     | Marius Urzica                                              | Románia                    | Li Hsziao-peng (Li Xiaopeng)       | Kína                  | Vlasziosz Marasz                       | Görögország        |
| 2003 Anaheim      | Teng Haj-pin (Teng Haibin) Kasima Takehiro                 | Kína · Japán               | Li Hsziao-peng (Li Xiaopeng)       | Kína                  | Kasima Takehiro                        | Japán              |
| 2005 Melbourne    | Csin Hsziao (Qin Xiao)                                     | Kína                       | Marian Dragulescu                  | Románia               | Aljaž Pegan                            | Szlovénia          |
| 2006 Aarhus       | Csin Hsziao (Qin Xiao)                                     | Kína                       | Marian Dragulescu                  | Románia               | Philippe Rizzo                         | Ausztrália         |
| 2007 Stuttgart    | Csin Hsziao (Qin Xiao)                                     | Kína                       | Leszek Blanik                      | Lengyelország         | Fabian Hambüchen                       | Németország        |
| 2009 London       | Csang Hong-tao (Zhang Hongtao)                             | Kína                       | Thomas Bouhail                     | Franciaország         | Cou Kaj (Zou Kai)                      | Kína               |
| 2010 Rotterdam    | Berki Krisztián                                            | Magyarország               | Thomas Bouhail                     | Franciaország         | Csang Cseng-lung (Zhang Chenglong)     | Kína               |
| 2011 Tokió        | Berki Krisztián                                            | Magyarország               | Jang Hak-szon (Yang Hak-Seon)      | Dél-Korea             | Cou Kaj (Zou Kai)                      | Kína               |

## Nők

### Egyéni összetett és csapatverseny
| Év, helyszín      | Egyéni összetett                    | Egyéni összetett          | Csapat                                                                                               | Csapat        |
| ----------------- | ----------------------------------- | ------------------------- | --- | ------------- |
| 1934 Budapest     | Vlasta Dekanová                     | Csehszlovákia             | Csehszlovákia                                                                                        | Csehszlovákia |
| 1938 Prága        | Vlasta Dekanová                     | Csehszlovákia             | Csehszlovákia                                                                                        | Csehszlovákia |
| 1950 Bázel        | Helena Rákóczy                      | Lengyelország             | Svédország                                                                                           | Svédország    |
| 1954 Róma         | Galina Rudko                        | Szovjetunió               | Szovjetunió                                                                                          | Szovjetunió   |
| 1958 Moszkva      | Larisza Latinyina                   | Szovjetunió               | Szovjetunió                                                                                          | Szovjetunió   |
| 1962 Prága        | Larisza Latinyina                   | Szovjetunió               | Szovjetunió                                                                                          | Szovjetunió   |
| 1966 Dortmund     | Věra Čáslavská                      | Csehszlovákia             | Csehszlovákia                                                                                        | Csehszlovákia |
| 1970 Ljubljana    | Ljudmila Turiscseva                 | Szovjetunió               | Szovjetunió                                                                                          | Szovjetunió   |
| 1974 Várna        | Ljudmila Turiscseva                 | Szovjetunió               | Szovjetunió                                                                                          | Szovjetunió   |
| 1978 Strasbourg   | Jelena Muhina                       | Szovjetunió               | Szovjetunió                                                                                          | Szovjetunió   |
| 1979 Fort Worth   | Nelli Kim                           | Szovjetunió               | Románia                                                                                              | Románia       |
| 1981 Moszkva      | Olga Bicserova                      | Szovjetunió               | Szovjetunió                                                                                          | Szovjetunió   |
| 1983 Budapest     | Natalja Jurcsenko                   | Szovjetunió               | Szovjetunió                                                                                          | Szovjetunió   |
| 1985 Montréal     | Okszana Omeljancsik Jelena Susunova | Szovjetunió · Szovjetunió | Szovjetunió                                                                                          | Szovjetunió   |
| 1987 Rotterdam    | Aurelia Dobre                       | Románia                   | Románia                                                                                              | Románia       |
| 1989 Stuttgart    | Szvetlana Boginszkaja               | Szovjetunió               | Szovjetunió                                                                                          | Szovjetunió   |
| 1991 Indianapolis | Kim Zmeskal                         | USA                       | Szovjetunió                                                                                          | Szovjetunió   |
| 1993 Birmingham   | Shannon Miller                      | USA                       | |               |
| 1994 Brisbane     | Shannon Miller                      | USA                       | Románia                                                                                              | Románia       |
| 1995 Szabae       | Lilija Podkopajeva                  | Ukrajna                   | Románia                                                                                              | Románia       |
| 1997 Lausanne     | Szvetlana Horkina                   | Oroszország               | Románia                                                                                              | Románia       |
| 1999 Tiencsin     | Maria Olaru                         | Románia                   | Románia                                                                                              | Románia       |
| 2001 Gent         | Szvetlana Horkina                   | Oroszország               | Románia                                                                                              | Románia       |
| 2003 Anaheim      | Szvetlana Horkina                   | Oroszország               | Amerikai Egyesült Államok                                                                            | USA           |
| 2005 Melbourne    | Chellsie Memmel                     | USA                       | |               |
| 2006 Aarhus       | Vanessa Ferrari                     | Olaszország               | Kína                                                                                                 | Kína          |
| 2007 Stuttgart    | Shawn Johnson                       | USA                       | Amerikai Egyesült Államok                                                                            | USA           |
| 2009 London       | Bridget Sloan                       | USA                       | |               |
| 2010 Rotterdam    | Alija Musztafina                    | Oroszország               | Oroszország                                                                                          | Oroszország   |
| 2011 Tokió        | Jordyn Wieber                       | USA                       | Sabrina Vega, Jordyn Wieber, McKayla Maroney, Alexandra Raisman, Gabrielle Douglas, Alicia Sacramone | USA           |

### Talaj, ugrás, gerenda és felemás korlát
| Év, helyszín      | Talaj                                    | Talaj                     | Ugrás                              | Ugrás                    | Gerenda                    | Gerenda       | Felemás korlát                       | Felemás korlát                 |
| ----------------- | ---------------------------------------- | ------------------------- | ---------------------------------- | ------------------------ | -------------------------- | ------------- | ------------------------------------ | ------------------------------ |
| 1938 Prága        | Matylda Pálfyová                         | Csehszlovákia             | Vlasta Dekanová                    | Csehszlovákia            | Vlasta Dekanová            | Csehszlovákia |                                      |                                |
| 1950 Bázel        | Helena Rákóczy                           | Lengyelország             | Helena Rákóczy                     | Lengyelország            | Helena Rákóczy             | Lengyelország | Gertchen Kolar Anna Petersson        | Ausztria · Svédország          |
| 1954 Róma         | Tamara Manyina                           | Szovjetunió               | Tamara Manyina Anna Petersson      | Szovjetunió · Svédország | Tanaka Keiko               | Japán         | Keleti Ágnes                         | Magyarország                   |
| 1958 Moszkva      | Eva Bosaková                             | Csehszlovákia             | Larisza Latinyina                  | Szovjetunió              | Larisza Latinyina          | Szovjetunió   | Larisza Latinyina                    | Szovjetunió                    |
| 1962 Prága        | Larisza Latinyina                        | Szovjetunió               | Věra Čáslavská                     | Csehszlovákia            | Eva Bosaková               | Csehszlovákia | Irina Pervusina                      | Szovjetunió                    |
| 1966 Dortmund     | Natalja Kucsinszkaja                     | Szovjetunió               | Věra Čáslavská                     | Csehszlovákia            | Natalja Kucsinszkaja       | Szovjetunió   | Natalja Kucsinszkaja                 | Szovjetunió                    |
| 1970 Ljubljana    | Ljudmila Turiscseva                      | Szovjetunió               | Erika Zuchold                      | NDK                      | Erika Zuchold              | NDK           | Karin Janz                           | NDK                            |
| 1974 Várna        | Ljudmila Turiscseva                      | Szovjetunió               | Olga Korbut                        | Szovjetunió              | Ljudmila Turiscseva        | Szovjetunió   | Annelore Zinke                       | NDK                            |
| 1978 Strasbourg   | Nelli Kim Jelena Muhina                  | Szovjetunió · Szovjetunió | Nelli Kim                          | Szovjetunió              | Nadia Comăneci             | Románia       | Marcia Frederick                     | USA                            |
| 1979 Fort Worth   | Emilia Eberle                            | Románia                   | Dumitrata Turner                   | Románia                  | Vera Cerna                 | Csehszlovákia | Ma Jen-hung (Ma Yanhong) Maxi Gnauck | Kína · NDK                     |
| 1981 Moszkva      | Natalja Iljenko                          | Szovjetunió               | Maxi Gnauck                        | NDK                      | Maxi Gnauck                | NDK           | Maxi Gnauck                          | NDK                            |
| 1983 Budapest     | Szabó Katalin                            | Románia                   | Boriana Sztojanova                 | Bulgária                 | Olga Mosztyepanova         | Szovjetunió   | Maxi Gnauck                          | NDK                            |
| 1985 Montréal     | Okszana Omeljancsuk                      | Szovjetunió               | Jelena Susunova                    | Szovjetunió              | Daniela Silivaş            | Románia       | Gabriela Fähnrich                    | NDK                            |
| 1987 Rotterdam    | Jelena Susunova Daniela Silivaş          | Szovjetunió · Románia     | Jelena Susunova                    | Szovjetunió              | Aurelia Dobre              | Románia       | Daniela Silivaş Dörte Tümmler        | Románia · NDK                  |
| 1989 Stuttgart    | Szvetlana Boginszkaja Daniela Silivaş    | Szovjetunió · Románia     | Oleszja Dudnyik                    | Szovjetunió              | Daniela Silivaş            | Románia       | Fan Ti (Fan Di) Daniela Silivaş      | Kína · Románia                 |
| 1991 Indianapolis | Cristina Bontas Okszana Suszovityina     | Románia · Szovjetunió     | Lavinia Miloşovici                 | Románia                  | Szvetlana Boginszkaja      | Szovjetunió   | Kim Gvangszuk (Kim Gwang-Suk)        | Észak-Korea                    |
| 1992 Párizs       | Kim Zmeskal                              | USA                       | Ónodi Henrietta Lavinia Miloşovici | Magyarország · Románia   | Kim Zmeskal                | USA           | Lavinia Miloşovici                   | Románia                        |
| 1993 Birmingham   | Shannon Miller                           | USA                       | Jelena Piskun                      | Fehéroroszország         | Lavinia Miloşovici         | Románia       | Shannon Miller                       | USA                            |
| 1994 Brisbane     | Dina Kocsetkova                          | Oroszország               | Gina Gogean                        | Románia                  | Shannon Miller             | USA           | Luo Li                               | Kína                           |
| 1995 Szabae       | Gina Gogean                              | Románia                   | Simona Amânar Lilija Podkopajeva   | Románia · Ukrajna        | Mo Hu-lien (Mo Hulian)     | Kína          | Szvetlana Horkina                    | Oroszország                    |
| 1996 San Juan     | Gina Gogean Kuj Jüan-jüan (Kui Yuanyuan) | Románia · Kína            | Gina Gogean                        | Románia                  | Dina Koscsetkova           | Oroszország   | Szvetlana Horkina Jelena Piskun      | Oroszország · Fehéroroszország |
| 1997 Lausanne     | Gina Gogean                              | Románia                   | Simona Amânar                      | Románia                  | Gina Gogean                | Románia       | Szvetlana Horkina                    | Oroszország                    |
| 1999 Tiencsin     | Andreea Răducan                          | Románia                   | Jelena Zamolodscsikova             | Oroszország              | Szvetlana Horkina          | Oroszország   | Szvetlana Horkina                    | Oroszország                    |
| 2001 Gent         | Andreea Răducan                          | Románia                   | Szvetlana Horkina                  | Oroszország              | Andreea Răducan            | Románia       | Szvetlana Horkina                    | Oroszország                    |
| 2002 Debrecen     | Elena Gomez                              | Spanyolország             | Jelena Zamolodscsikova             | Oroszország              | Ashley Postell             | USA           | Courtney Kupets                      | USA                            |
| 2003 Anaheim      | Daiane dos Santos                        | Brazília                  | Okszana Csuszovityina              | Üzbegisztán              | Fan Je (Fan Ye)            | Kína          | Chellsie Memmel Hollie Vise          | USA · USA                      |
| 2005 Melbourne    | Alicia Sacramone                         | USA                       | Fej Cseng (Fei Cheng)              | Kína                     | Anastasia Liukin           | USA           | Anastasia Liukin                     | USA                            |
| 2006 Aarhus       | Fej Cseng (Fei Cheng)                    | Kína                      | Fej Cseng (Fei Cheng)              | Kína                     | Irina Krasznianszka        | Ukrajna       | Elisabeth Tweddle                    | Nagy-Britannia                 |
| 2007 Stuttgart    | Shawn Johnson                            | USA                       | Fej Cseng (Fei Cheng)              | Kína                     | Anastasia Liukin           | USA           | Kszenia Szemjonova                   | Oroszország                    |
| 2009 London       | Elizabeth Tweddle                        | Nagy-Britannia            | Kayla Williams                     | USA                      | Teng Lin-lin (Deng Linlin) | Kína          | Ho Ko-hszin (He Kexin)               | Kína                           |
| 2010 Rotterdam    | Lauren Mitchell                          | Ausztrália                | Elizabeth Tweddle                  | Nagy-Britannia           | Ana Porgras                | Románia       | Alicia Sacramone                     | USA                            |
| 2011 Tokió        | Kszenyija Afanaszjeva                    | Oroszország               | McKayla Maroney                    | USA                      | Szuj Lu (Sui Lu)           | Kína          | Viktorija Komova                     | Oroszország                    |